# 奧恰基夫
奧恰基夫（烏克蘭語：Очаків，羅馬化：Ochakiv，發音：[oˈt͡ʃɑ.k⁽ʲ⁾iu̯]），又按俄语名译为奧恰科夫，是乌克兰尼古拉耶夫州尼古拉耶夫區奥恰基夫市镇内的城市及该市镇的行政中心，2020年7月18日前为奧恰基夫區的行政中心（该市在2020年7月18日前为州辖市，并不在该区的管辖范围内）。該市距離州府尼古拉耶夫59公里，始建於1492年，面積12.49平方公里，海拔高度37米，2022年人口数量为13,663人。

## 图集

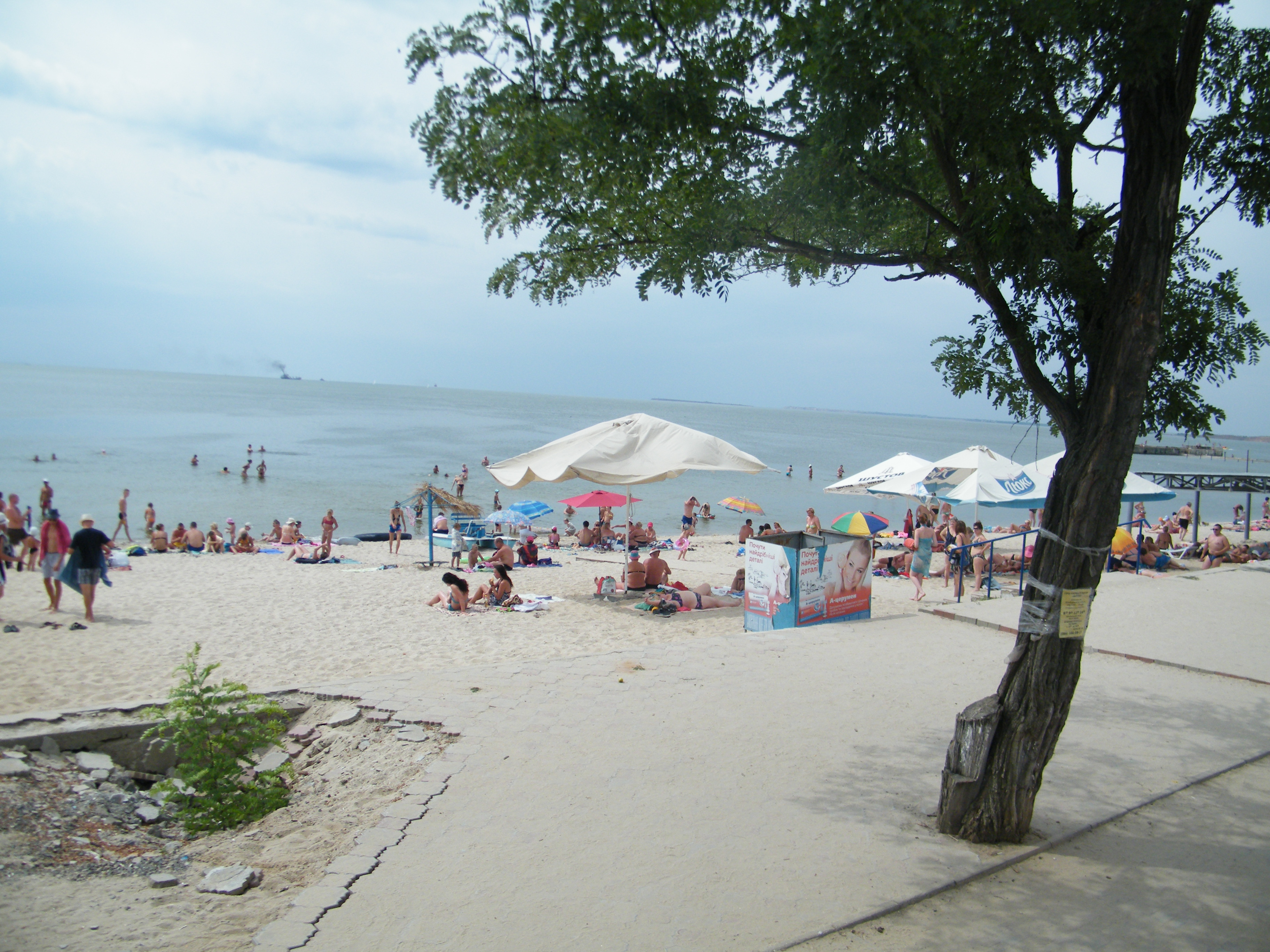
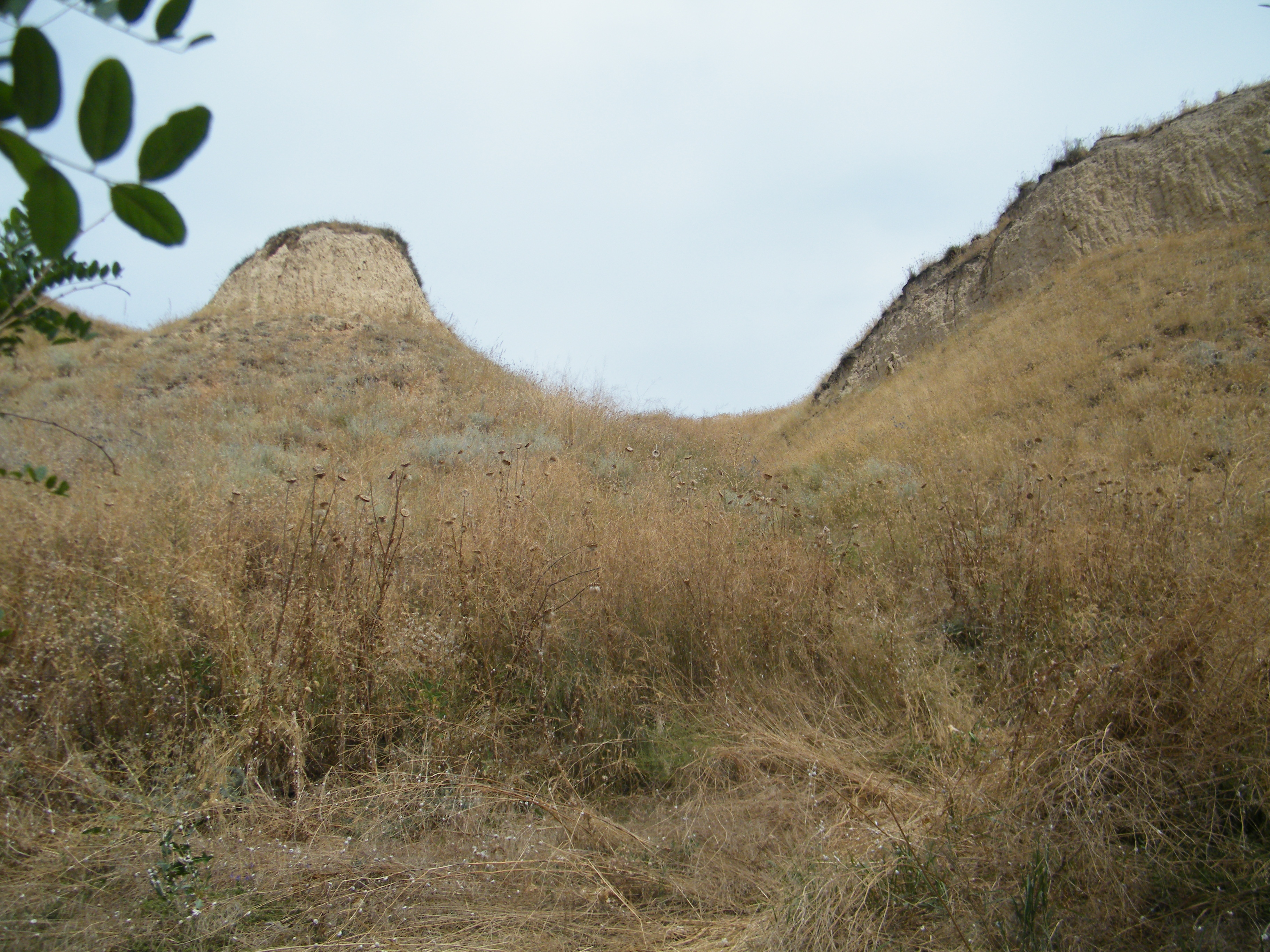
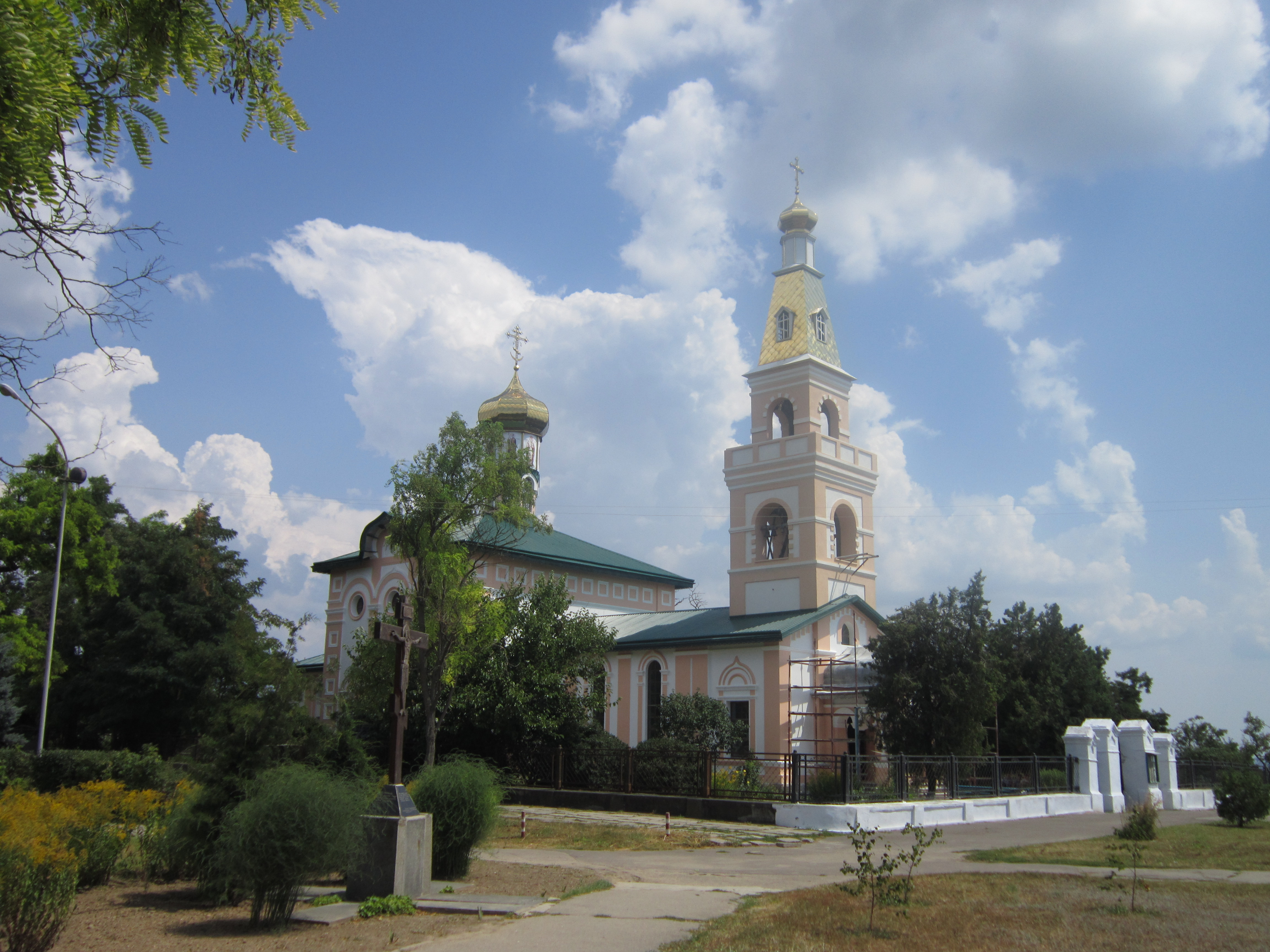
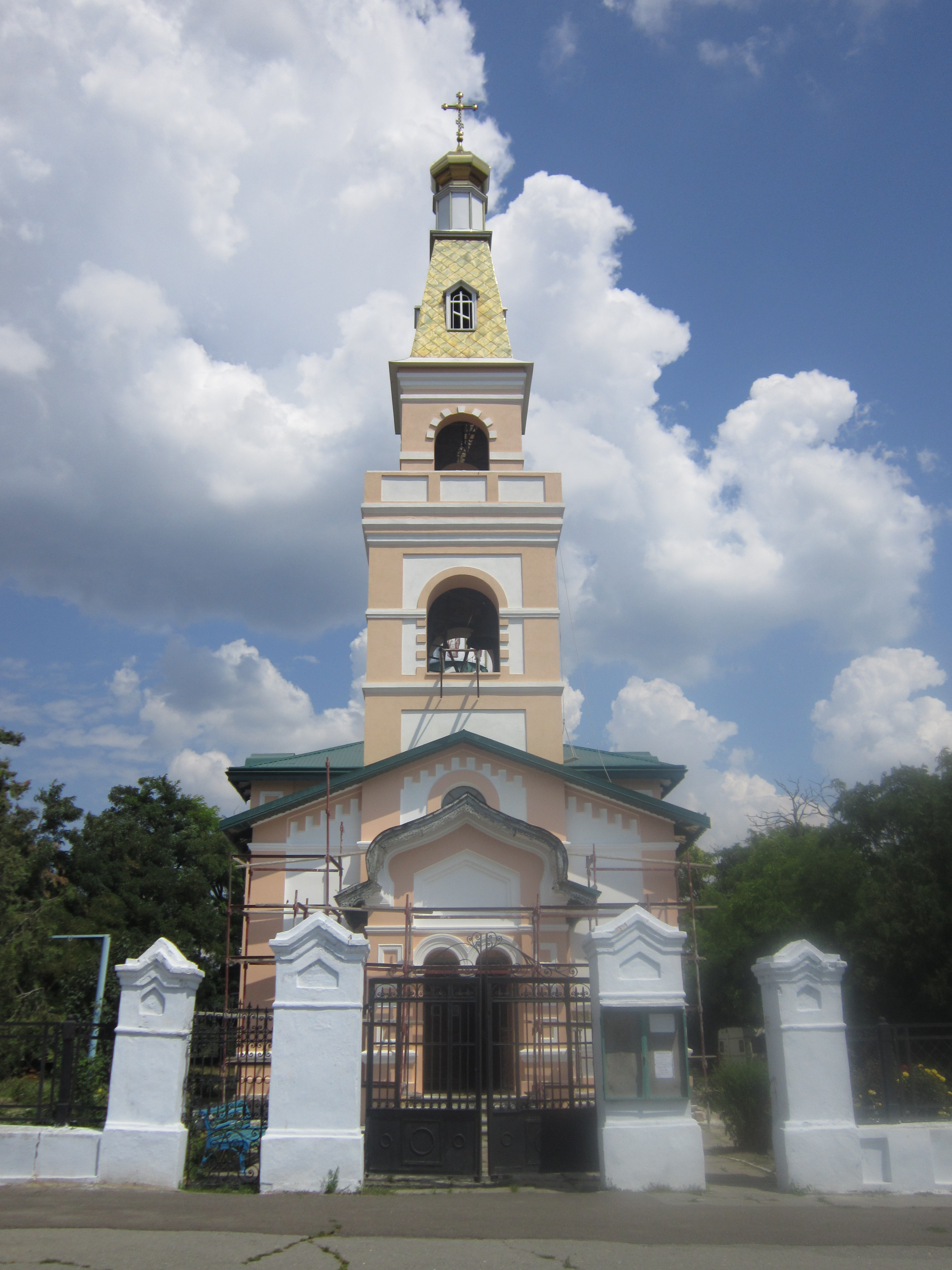
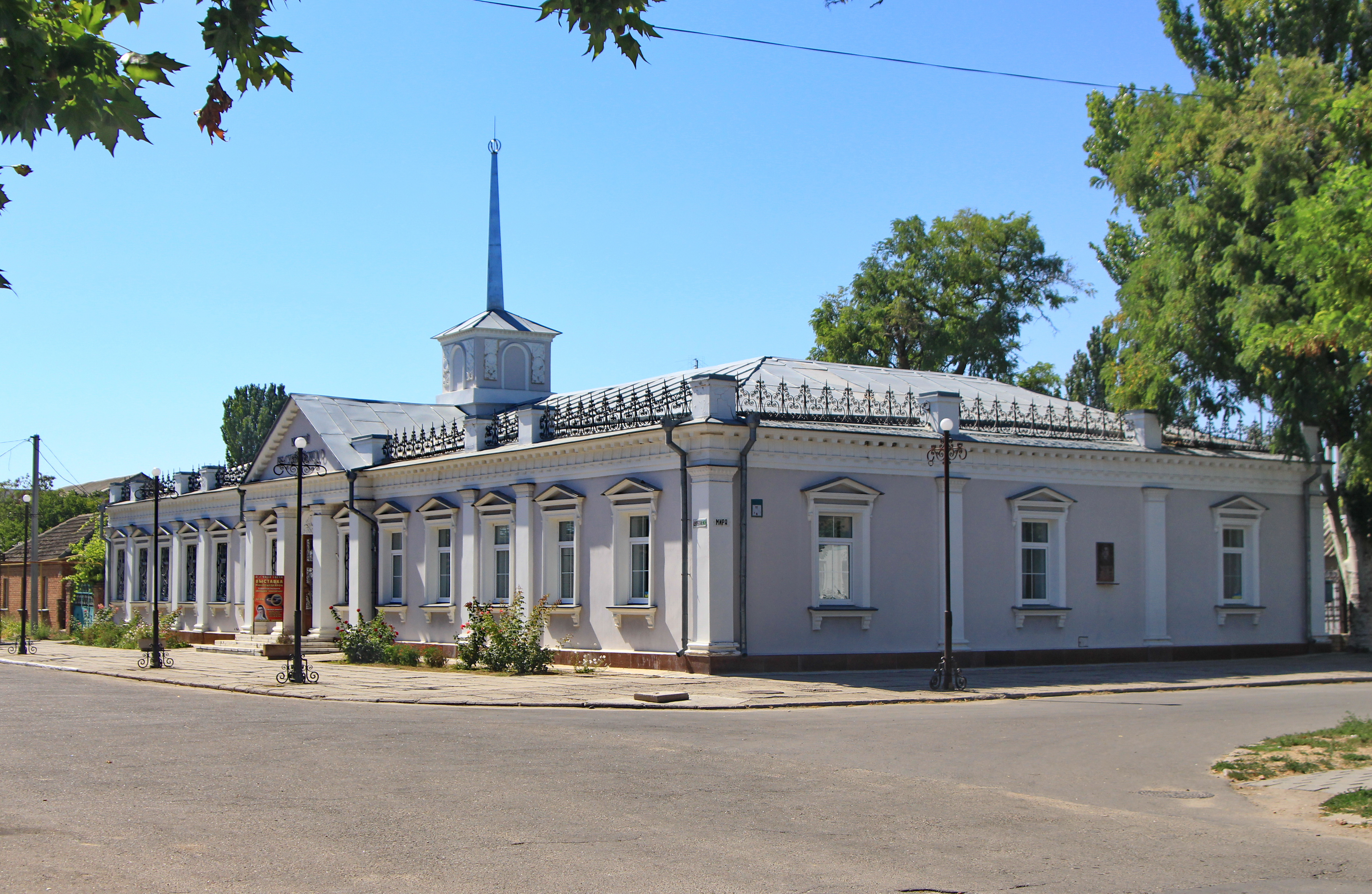
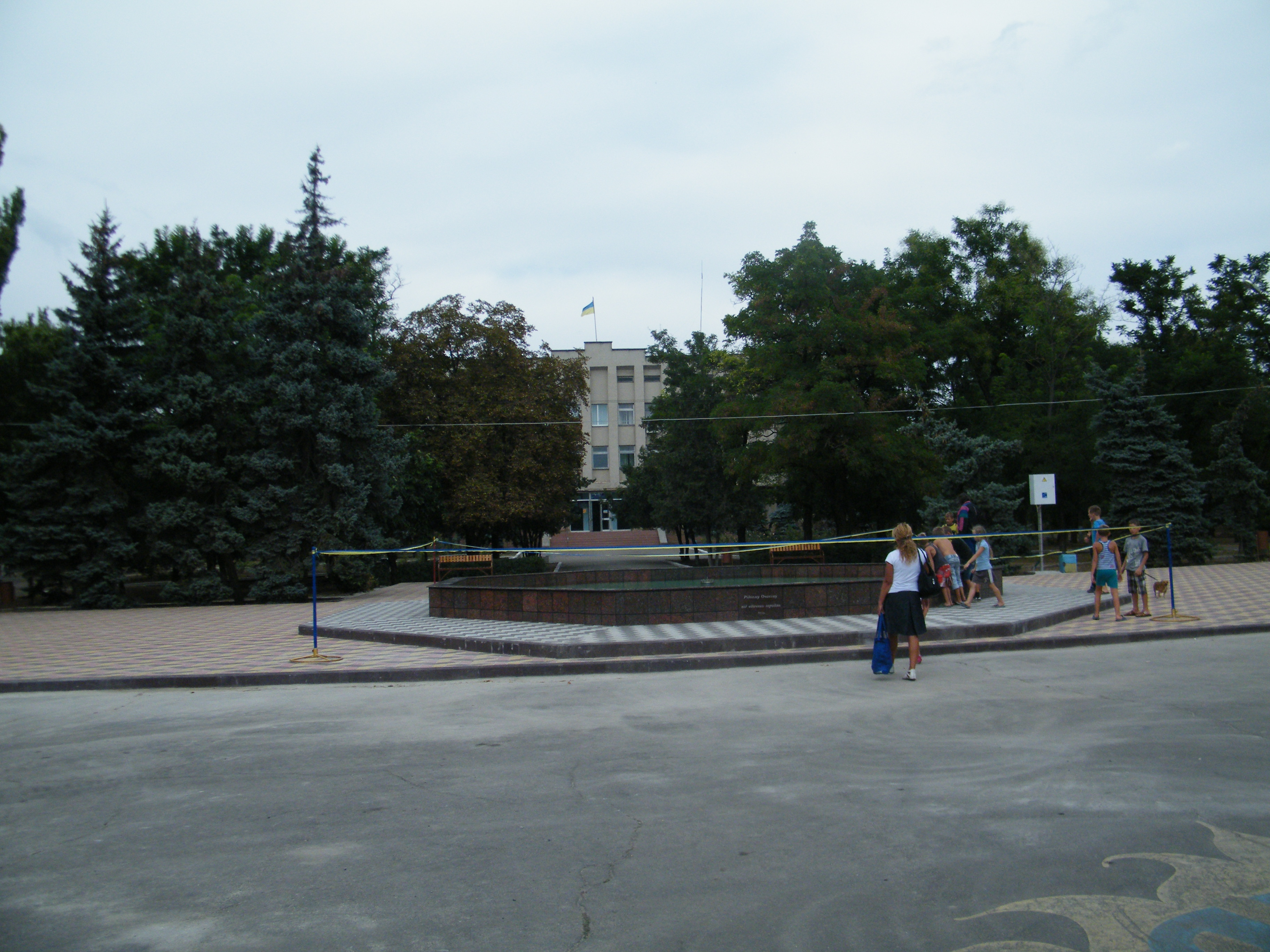
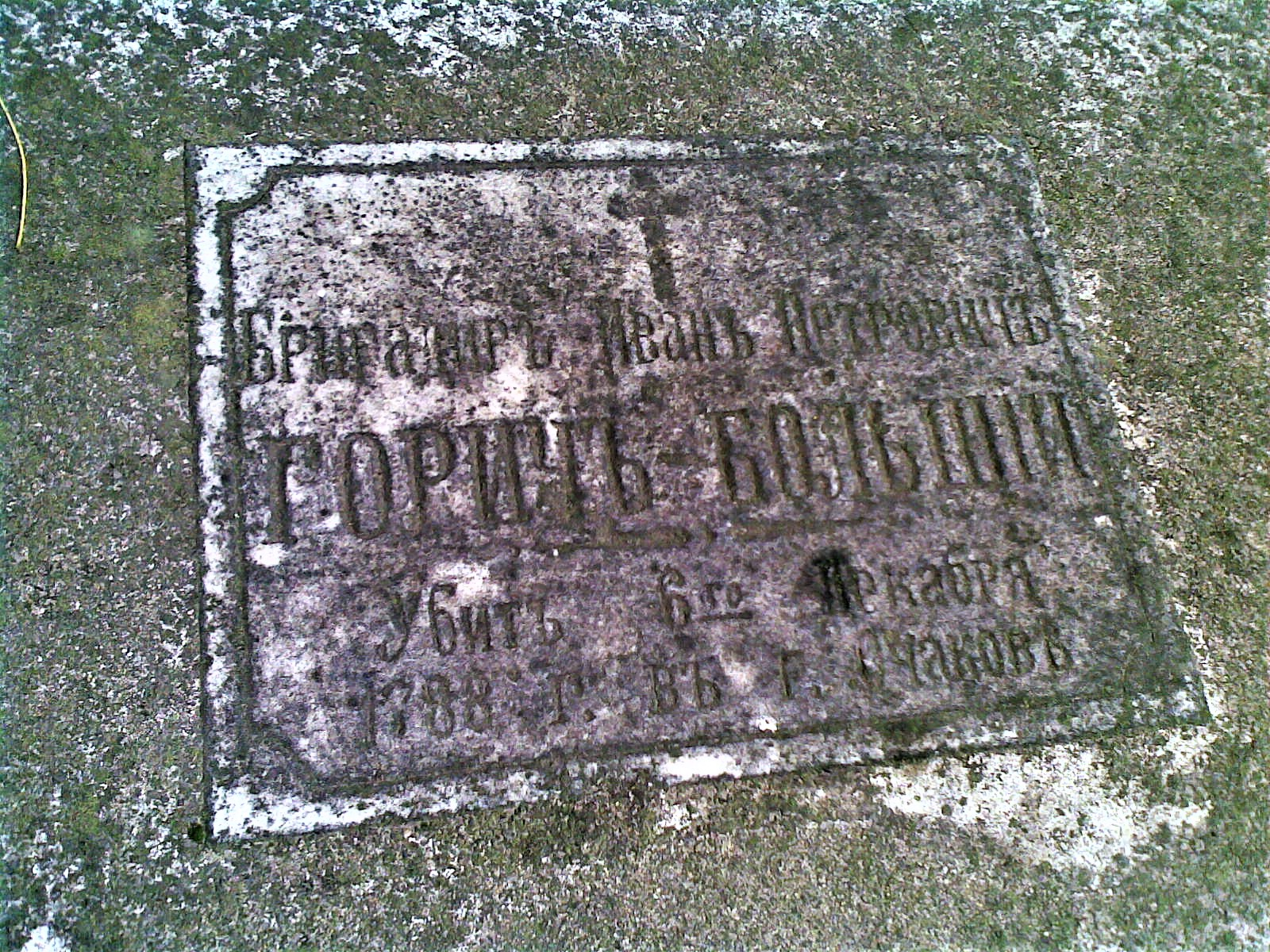
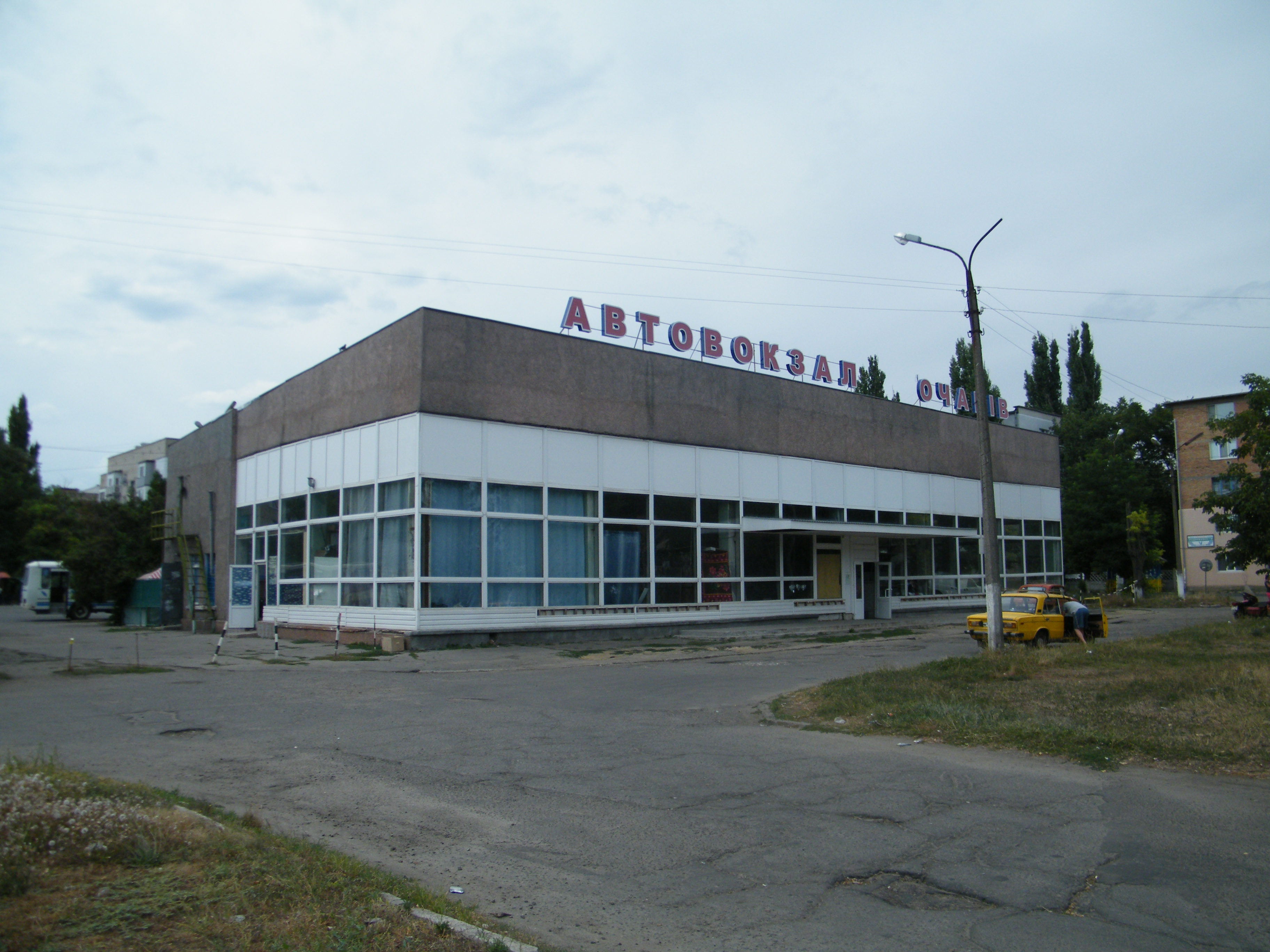

## 來源
1. ↑  周定国 (编). . . 中国对外翻译出版公司. NLC 003756704.[]
2. ↑  . war.ukraine.ua. 2022-10-18  [2023-07-02]. （原始内容存档于2023-07-02） （中文）.
3. ↑   (PDF).   [2023-03-14]. （原始内容存档 (PDF)于2023-02-17）.